# The One I Love
«The One I Love» — пісня рок-гурту R.E.M., перший сингл з альбому Document.

## Слова та сенс
Цей запис став популярний на радіо, як демонстрація чи зізнання кохання, базуючись на не зовсім однозначній інтерпретації приспіву «This one goes out to the one I love.» (Це схоже та(той) кого я кохаю). Але далі, в цьому ж куплеті, додається ще одна фраза, що дозволяє маніпулювати значенням («A simple prop to occupy my time»), що ще більш підсилюється, неоднозначністю інтерпретування англійського слова prop.
Майкл Стайп, для видання Rolling Stone від 1987 року, сказав: «Я завжди залишався досить відкритим, для інтерпретацій, можливо це навіть краще, що вони думають, що ця пісня про кохання, принаймні на даний момент». Для видання Musician, він сказав, що пісня була «неймовірно насильницькою» і додав «Це очевидно, що це про використання людей знову і знову».
Пісня містить лише три куплети, перші два з яких однакові, в третьому куплеті змінюється рядок «A simple prop to occupy my time» («Це просто бутафорія, щоб зайняти мій час»), до «Another prop has occupied my time» («Інша бутафорія, що зайняла мій час»). Хор складається тільки з слова «fire» (вогонь), повторюється з бек-вокалом «She's coming down on her own now / Coming down on her own» («Вона спускається до низу сама по собі / спускається до низу сама по собі») який наспівує Майк Міллз.

## Список композицій
12": A&M / AMS 8174 (Велика Британія)
1. «Every Little Thing She Does Is Magic» — 3:58
2. «Flexible Strategies» — 3:44

12": A&M / AMS 9170 (Нідерланди)
1. «Every Little Thing She Does Is Magic» — 4:05
2. «Shambelle» — 5:10

## Позиції в чартах
| Чарт (1987)                          | Найвища позиція |
| ------------------------------------ | --------------- |
| Australian Singles Chart             | 84              |
| Canadian Singles Chart               | 11              |
| Dutch Singles Chart                  | 69              |
| Irish Singles Chart                  | 5               |
| New Zealand Singles Chart            | 6               |
| UK Singles Chart                     | 51              |
| Billboard Hot 100                    | 9               |
| Billboard Hot Mainstream Rock Tracks | 2               |